# Agripino de Nápoles
San Agripino de Nápoles (en italiano: Sant'Agrippino di Napoli, Sant'Arpino) (siglo III) fue un obispo de Nápoles venerado en la ciudad italiana como santo. Según la tradición, Agripino fue el sexto obispo de Nápoles. Vivió a finales del siglo III, aunque no fue mártir.

## Ceremonia y veneración
Agripino no es tan popular como el santo de Nápoles, San Genaro (San Gennaro).
La fundación de la iglesia de San Gennaro extra Moenia de Nápoles está conectada a las catacumbas de San Gennaro, las más grandes del sur de Italia. La primera estructura fue probablemente el resultado de la fusión de dos cementerios, uno de ellos en el siglo II que contiene los restos de San Agripino y otros del siglo IV que contienen los restos de San Genaro. 
En 1744, el cardenal Giuseppe Spinelli, arzobispo de Nápoles, dirigió la búsqueda para las reliquias de Agripino. Encontró un jarrón de mármol con la inscripción: "Reliquias que se cree que son del cuerpo de San Agripino."
Sus reliquias se colocaron debajo del altar de la catedral de Nápoles junto a los cuerpos de San Eutico y Acutio, santos compañeros de San Genaro.
Stefano Pozzi pintó el cuadro San Genaro y Agripino derrotando a los sarracenos.